# Tapixaua callida
Tapixaua callida là một loài nhện trong họ Corinnidae. Chúng được miêu tả năm 2000 bởi Bonaldo, thường xuất hiện ở Peru và Brazil.